# Debercsény
Debercsény är en ort (by) i provinsen Nógrád i norra Ungern. Orten har 89 invånare (2024), på en yta av 5,43 km². Den ligger cirka 12,5 kilometer söder om Balassagyarmat.